# 中村實
中村 實（なかむら みのる、1909年4月16日 - 1978年10月20日）は、日本の経営者。静岡銀行頭取を務めた。静岡県浜松市出身。

## 経歴
1930年に名古屋高等商業学校を卒業し、同年に三十五銀行(のちの静岡銀行)に入行。
1958年10月に取締役に就任し、1961年に常務、1970年4月に専務を経て、1973年11月から1978年6月までに頭取を務めた。
1978年10月20日内臓障害のために死去。69歳没。